# Хмельницька міська ЦБС

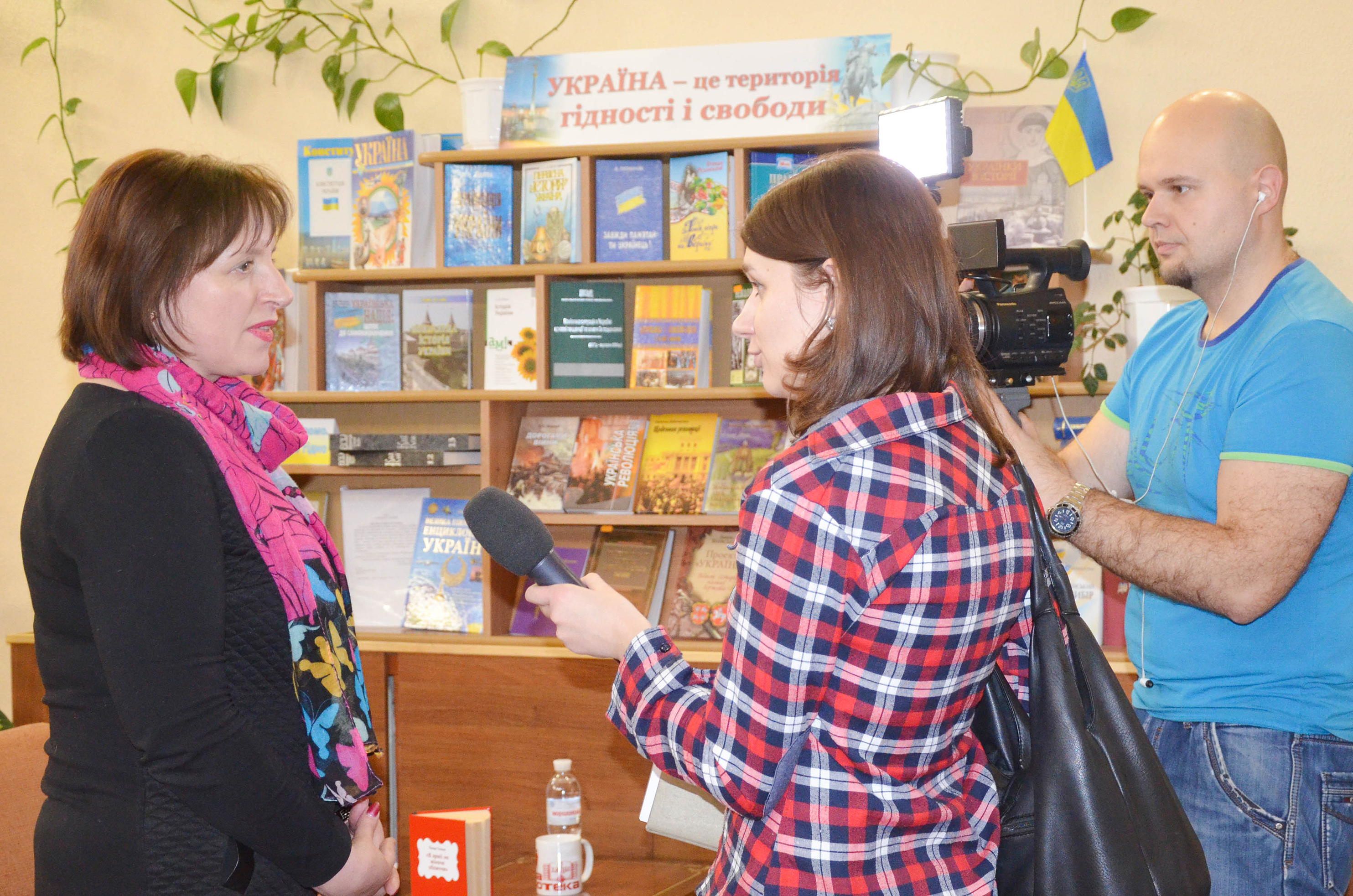
Проведення «Живої бібліотеки» у Центральній міській бібліотеці Хмельницького

Хмельницька міська централізована бібліотечна система (ЦБС) — це об'єднання 15 міських публічних бібліотек Хмельницького. Складається з 10 бібліотек для дорослих і 5 для дітей та їхніх батьків. Щорічно бібліотечна система обслуговує понад 32 тисячі користувачів різного віку, яким видається понад 600 тис. примірників видань. Відвідування становить понад 200 тис. осіб щорічно.
До послуг користувачів універсальний фонд, який нараховує понад 450 тис. документів. Він сформований на основі духовних, інформаційних, ділових потреб населення міста, поєднує не тільки книги, а й 151 найменування періодичних видань.
Клуби та об'єднання за інтересами — одна із найбільш вдалих форм диференційованої роботи з користувачами. У бібліотеках міста постійно діє 9 клубів за інтересами: центральна бібліотека — правовий лекторій «Право. Закон. Мораль», № 2 — «Гармонія», № 3 — «Літературні зустрічі»; № 7 — «Пролісок», № 8 — «Весела майстерня», № 10 — «Юний краєзнавець», № 11 — «Краєзнавець», № 12 — «Юний еколог», № 14 — «Родина, родина: від батька до сина».
Щорічно у ЦБС проводиться більше 500 масових заходів різного спрямування, під час яких бібліотекарі використовують творчі акції, ігрові, діалогові, презентаційні та інші методи популяризації книги.
У системі працює 50 комп'ютерів, 12 філій надають послуги доступу до Інтернету. У 5 бібліотеках є можливість доступу до Wi-Fi. Хмельницька міська ЦБС стала переможцем другого та п'ятого раундів конкурсу «Організація нових бібліотечних послуг із використанням вільного доступу до Інтернету», організованого Програмою «Бібліоміст». З вересня 2011 р. нові бібліотечні послуги з використанням безкоштовного доступу до Інтернету надаються у бібліотеках-філіях № 2, № 7, № 9, № 14, а з грудня 2013 р. — у центральній бібліотеці та бібліотеці-філії № 12.

## Центральна бібліотека
31 жовтня 1950 р. на засіданні Проскурівського виконавчого комітету було ухвалене рішення «про надання приміщення, що зараз займає перукарня Воєнторгу по вул. 25 Жовтня № 19, для новоутвореної міської бібліотеки та читального залу, і враховуючи, що в місті Проскурові немає будинку культури, наявні бібліотеки розташовані та обслуговують населення околиць міста, існує гостра необхідність відкрити в центрі міста міську бібліотеку та читальний зал для обслуговування населення в центральній частині міста». Книжковий фонд при відкритті нараховував 1310 примірників. Уже в 1950 р. до бібліотеки було залучено 307 читачів. Згодом, зі збільшенням книжкового фонду і кількості читачів, приміщення бібліотеки було розширене. Починаючи з 1970 р., бібліотека переїжджала тричі: з вулиці Кірова на вулицю Галана, потім на вулицю Подільську, де і знаходиться тепер.

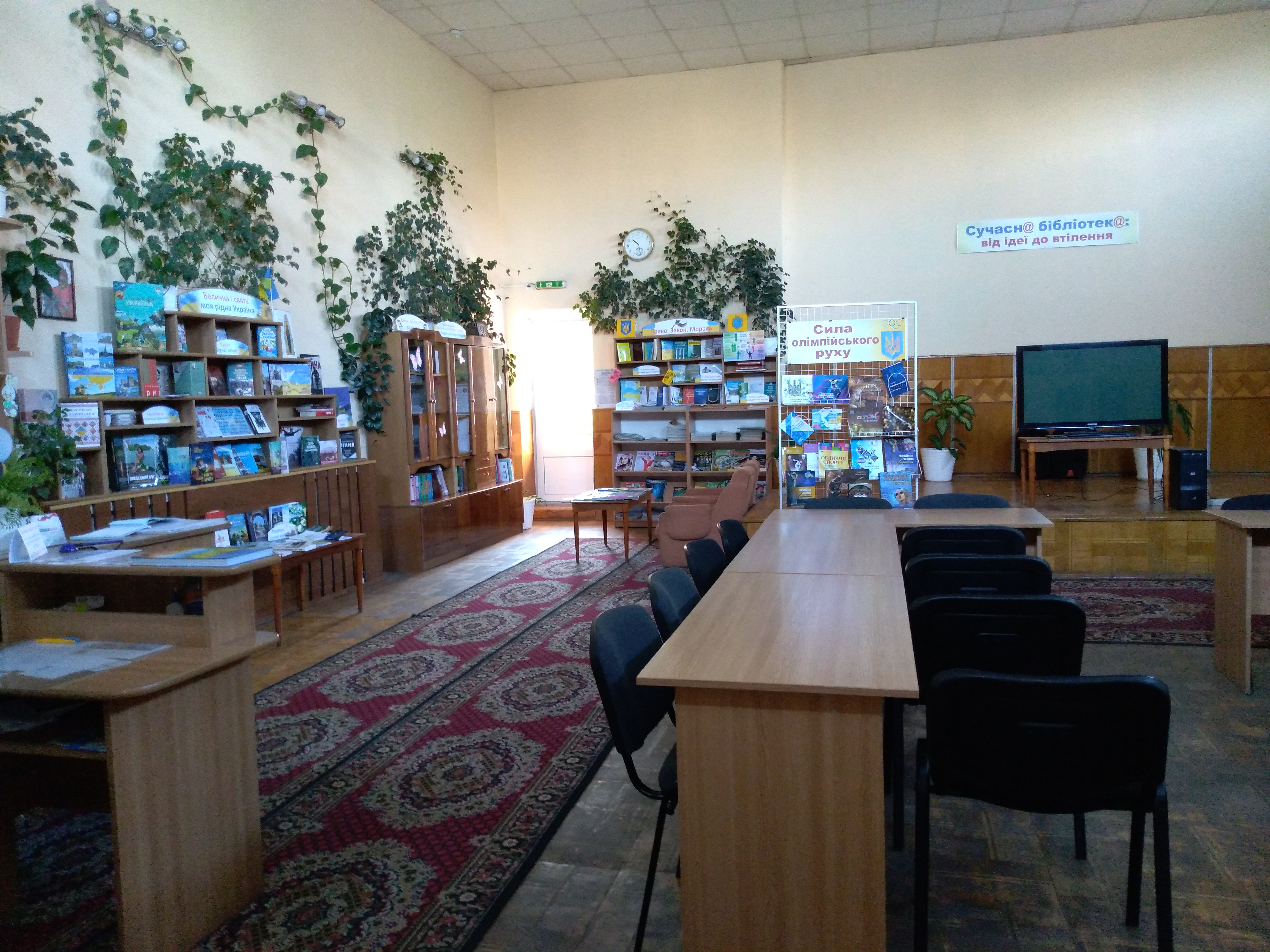
Читальний зал Хмельницької міської центральної бібліотеки

Під впливом соціокультурних процесів змінювалася не лише функція центральної міської бібліотеки, а й склад читачів та особливості відвідування, профіль читання, форми і зміст затребуваних послуг.
У 1976 р. згідно з наказом відділу культури № 22 від 17 березня 1976 р. в місті була створена міська централізована бібліотечна система, яка об'єднувала тоді 13 бібліотек: 9 обслуговували доросле населення, 4 — дітей. Центральною бібліотекою стала міська бібліотека № 1.
Центральна бібліотека сьогодні — це і методичний центр, і книгозбірня, і виставковий зал, де організовуються виставки-вернісажі місцевих художників, і літературна вітальня, де проводяться презентації книг хмельницьких письменників, це і театральна сцена, де виступають найкращі митці міста, колективи будинку культури, школи мистецтв.

## Бібліотека-філія №2
Корені створення бібліотеки сягають у далеке минуле. 1 серпня 1949 року відкрита міська бібліотека № 2. Бібліотека була розташована в передмісті Заріччя по вулиці Центральній. Першими працівниками бібліотеки були Піменова Валентина Несторівна (завідувачка), Омельчишена Ганна Василівна, Орел Ярослава Степанівна, Бровко Людмила Іванівна. Завідувачка бібліотеки Піменова Валентина Несторівна протягом 26-ти років очолювала бібліотеку, вона була душею колективу. Більше 40-ка років віддала бібліотеці Омельчишена Г. В. Працівники бібліотеки багато працювали над формуванням книжкового фонду, залученням нових читачів до бібліотеки. Вже на кінець першого року в бібліотеці було 246 читачів. Основні показники з кожним роком зростали, збільшувався і книжковий фонд. В 1960 році для бібліотеки було побудовано нове приміщення площею більше 500 кв. м. Але, за рішенням міськвиконкому, в 1979 р. це приміщення було передано музичній школі, а бібліотеку переведено на Проспект Миру 70/3, де вона зараз і знаходиться. В 1979 році, в новому приміщенні бібліотеки, організовували роботу Яцкова Людмила Петрівна (завідувачка), Сухова Галина Петрівна, Сучкова Людмила Павлівна. З переїздом бібліотеки, значно покращились умови для якісного обслуговування читачів. 30 років, з 1983 до 2013 року очолювала колектив бібліотеки Олійник Лідія Федорівна, а тепер завідувачка бібліотеки-філії № 2 — Ковальчук Оксана Аркадіївна.

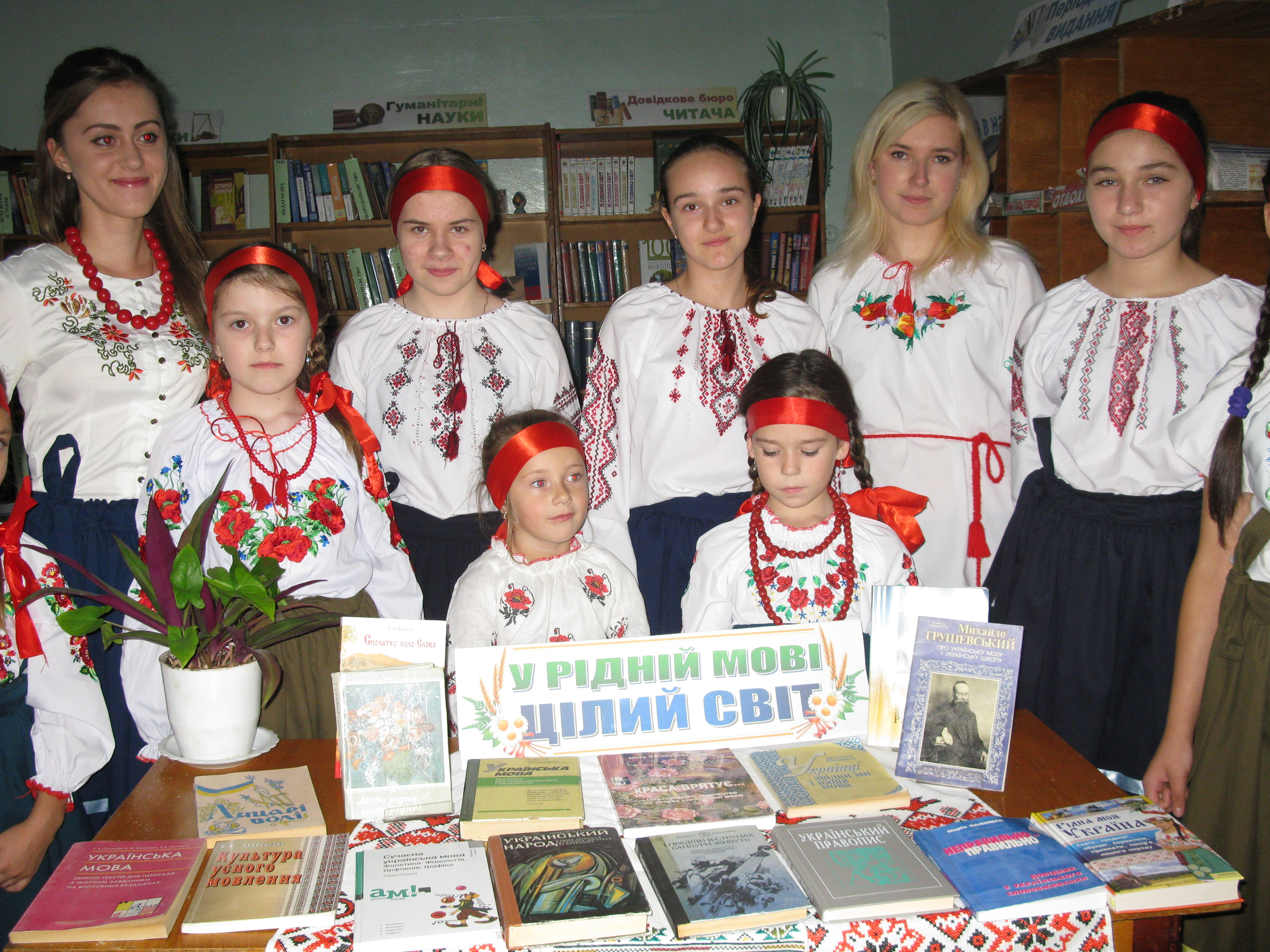

15 березня 1987 року при бібліотеці був відкритий дитячий відділ. В лютому місяці 2009 році бібліотеку підключили до мережі Інтернет. У 2011 році бібліотека перемогла у конкурсі від Програми «Бібліоміст», а саме «Організація нових бібліотечних послуг із використанням вільного доступу до Інтернету» та почала надавати користувачам безкоштовний доступ до мережі Інтернет.

## Бібліотека-філія №3

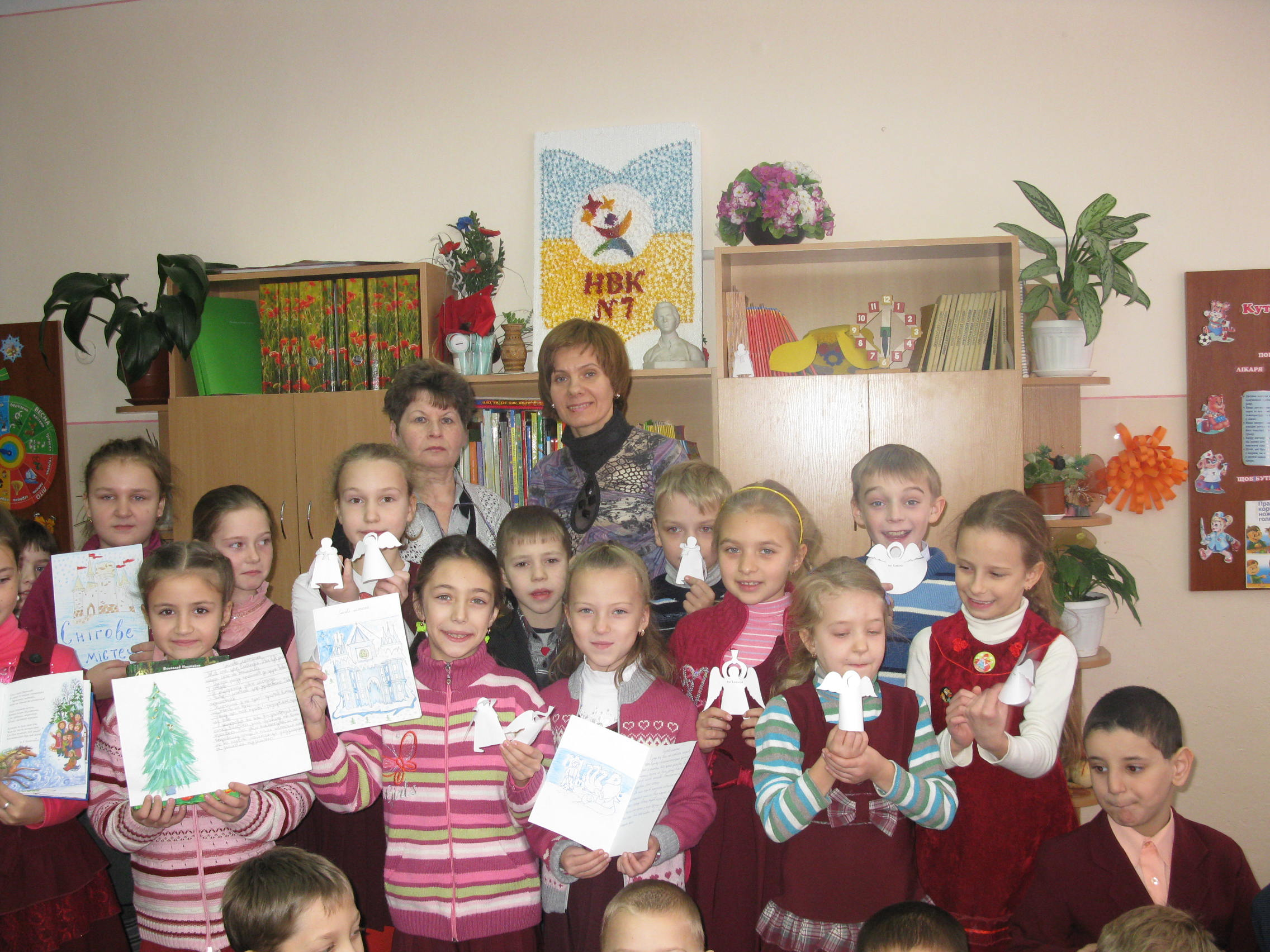

Бібліотека є однією із найстаріших у місті. Її історія розпочинається з 1 липня 1948 року. Перше приміщення бібліотеки знаходилось за адресою пров. Шкільний, 8 (тепер обласний еколого-натуралістичний центр учнівської молоді). У 60-х роках переведена у приміщення по вул. Вокзальній, 59. На початку 80-х бібліотеку перевели в приміщення на вул. Вокзальна, 56. З 1994 по 1995 рр. бібліотеку ще 4 рази переводили в різні непристосовані приміщення. З 1996 року заклад знаходиться за адресою вул. Курчатова, 15/1. В мікрорайоні Гречани це єдина масова бібліотека. Її робота тісно переплітається із культурно-мистецькою діяльністю центру національного виховання учнівської молоді, дитячої школи мистецтв «Райдуга», навчально-виховного комплексу № 7 та ін.

## Бібліотека-філія №4

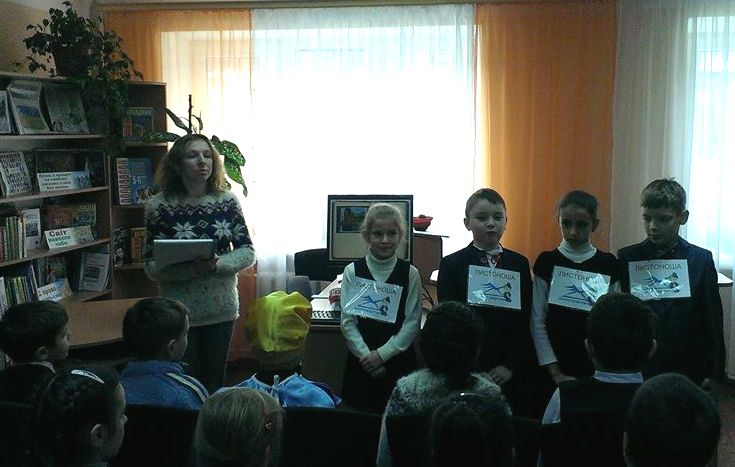
захід у бібліотеці-філії № 4

Бібліотека була заснована у 1949 році. Перше приміщення було на вул. Старокостянтинівській, з 1961 року бібліотека переїхала у нове приміщення на вул. Індустріальну, 112 (тепер вул. Чорновола).

## Бібліотека-філія №6
Бібліотека села Лезневе стала міською бібліотекою № 6 у 1968 році, коли Лезневе увійшло до складу м. Хмельницького і стало його мікрорайоном. Після централізації бібліотека стала філією № 6 Хмельницької міської ЦБС.
До 1992 року бібліотекарем тут працювала Скакун В. М. Після того, як її обрали головою комітету самоврядування мікрорайону, бібліотекарем філії № 6 стала Купрата Г. Г. — провідний бібліотекар, спеціаліст вищої категорії. У 2002 році, після виходу на заслужений відпочинок Купратої Г. Г., на роботу у філію № 6 прийшла Поліщук І. О., яка працює тут і досі.
Ядро фонду бібліотеки складається з художньої літератури для дорослих, юнацтва та дітей, довідкових, наукових, науково-популярних видань, бібліографічних посібників широкого профілю тощо. Крім того, у бібліотеці збирають краєзнавчі друки, місцеві інформаційні документи, джерела поточної інформації, інформаційні видання з різних сфер життєдіяльності регіону.
Щороку книгозбірня обслуговує близько 760 користувачів. Якщо зробити аналіз, то 40 % користувачів — учні 1—9 класів; 30 % — учнівська та працююча молодь; ще 30 % — дорослі користувачі.
З метою презентації фонду щорічно організовується до 10 тематичних, літературних, книжково-ілюстративних виставок, проводяться різноманітні масові заходи до ювілейних, літературних та історичних дат.
У 2009 році у бібліотеку було придбано комп'ютер і принтер із метою максимального задоволення інформаційних потреб користувачів. Це покращило імідж бібліотеки, допомогло в розширенні інформаційної бази.
Свою роботу бібліотека координує з комітетом самоорганізації населення мікрорайону та педагогічним колективом ЗОШ № 13.

## Бібліотека-філія №7

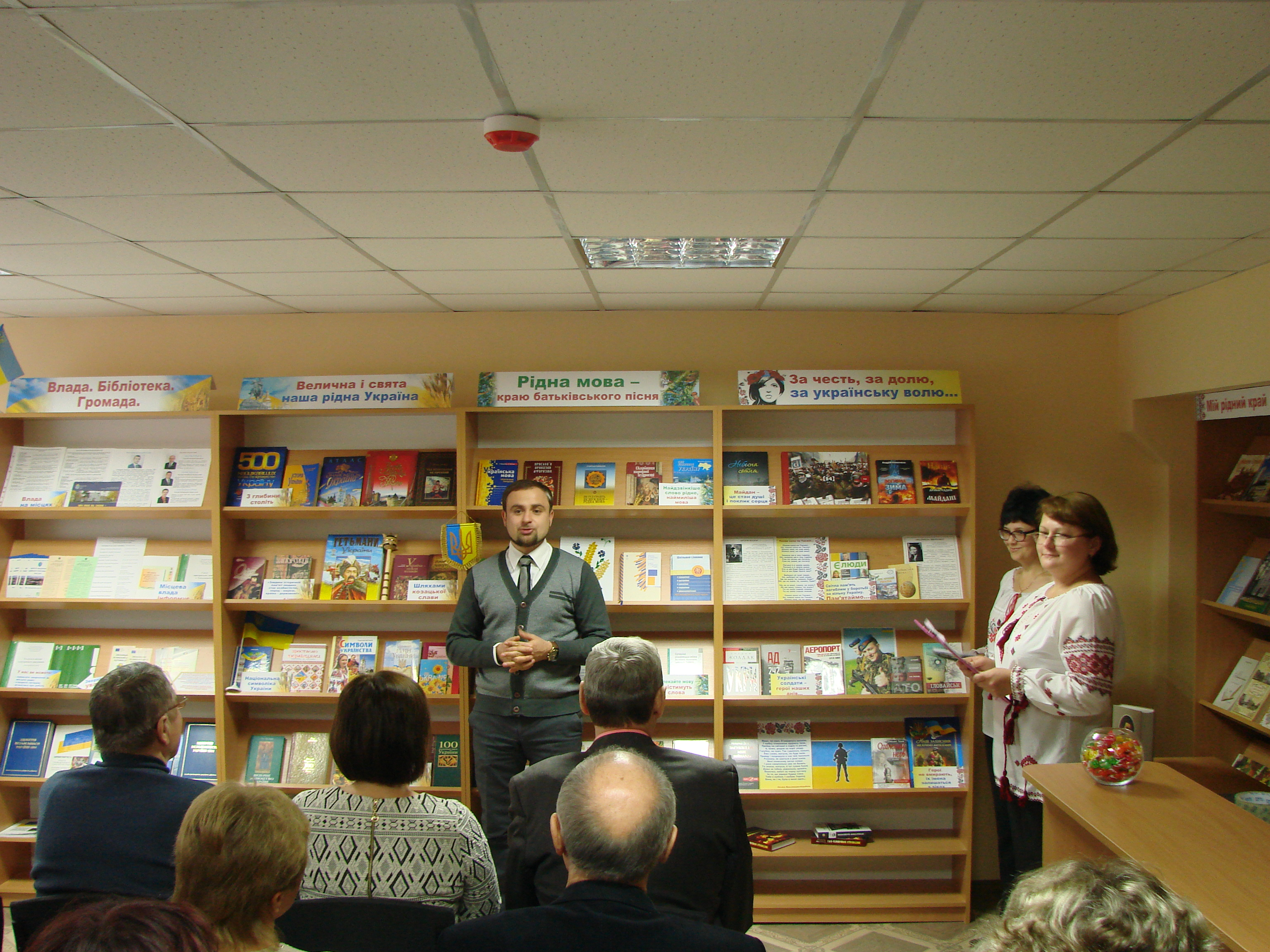

Бібліотека була створена у 1966 році у новозбудованому приміщенні п'ятиповерхового гуртожитку. З 1976 року філія № 7 стала частиною міської централізованої бібліотечної системи. Бібліотеку-філію № 7 в різні роки очолювали Ісаєнко Галина, Грицишена Тетяна, Орлова Тетяна, Куценок Ліна, Федорук Тетяна. За час існування бібліотеки змінювалися не лише працівники, а й структура книжкового фонду, перебудовувалась довідкова, інформаційна та бібліографічна робота. З 2009 року у бібліотеці є доступ до Інтернету. Для задоволення інформаційних потреб читачів на якісно новому рівні, працівники бібліотеки взяли участь та перемогли у конкурсі від програми «Бібліоміст» і для читачів із вересня 2011 року у бібліотеці на 4-х комп'ютерах — безкоштовний доступ до Інтернету.

## Бібліотека-філія №8

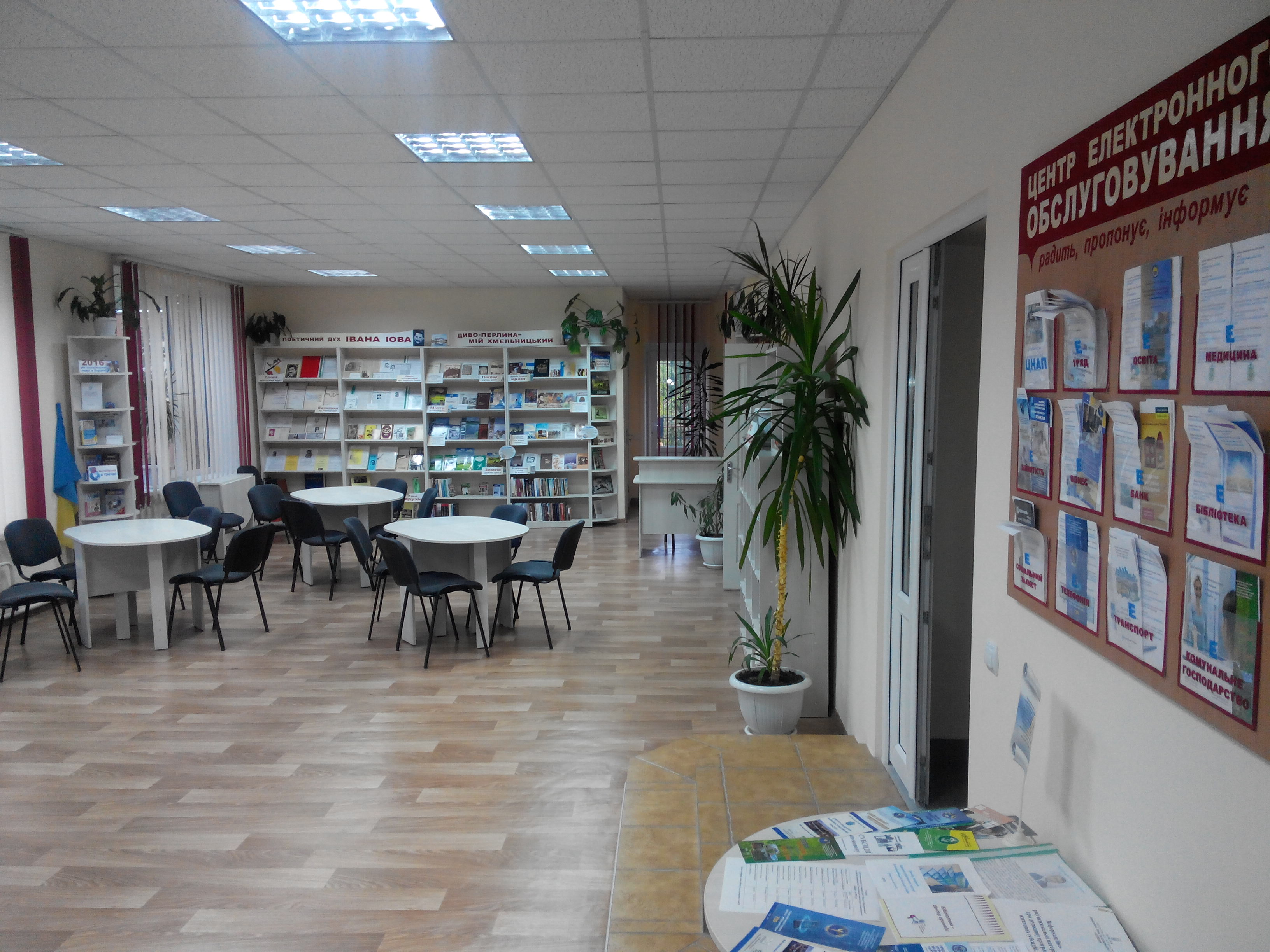
Приміщення бібліотеки № 8

Хмельницька міська бібліотека № 8, створена у листопаді 1967 року, розташувалася за адресою: Проспект Миру, 76/2. Книжковий фонд нараховував 1800 примірників книг. Очолила бібліотеку Бєлова Майя Іванівна, бібліотекарем працювала Тарасенко Людмила Іванівна, Гаркавюк Віра Петрівна, Шевчук Олена Іванівна.
Згідно з наказом міського відділу культури № 22 від 17 березня 1976 року, в місті була створена міська централізована бібліотечна система (Хмельницька міська ЦБС), яка поєднала тоді 13 бібліотек, 9 з яких обслуговували доросле населення, 4 — дітей. Книжковий фонд бібліотеки-філії № 8 на 01.01.1976 року уже нараховував 31097 книг.
У 1996 році у зв'язку із стрімкою розбудовою мікрорайону Озерна, бібліотека переїхала у нове приміщення за адресою вул. Кармелюка 8. Завідувачка бібліотеки Дуда Людмила Степанівна, бібліотекар відділу абонементу Стельмащук Наталія Григорівна, бібліотекар читального залу Нікіфорова Алла Михалівна.
У 2013 році Управління культури і туризму Хмельницької міської ради ухвалило рішення щодо розширення та реконструкції бібліотеки.
2015 року бібліотеку було розширено з 112 м2 до 265,3 м2. Внаслідок цього, у бібліотеці з'явився просторий оновлений абонемент, читальний зал, дитяча ігрова кімната «Грайлик — читайлик», 2 книгосховища, гардероб. Почав функціонувати Інформаційний центр надання електронних послуг, що було вкрай необхідним для громади мікрорайону «Озерна». Клуб «Юні таланти Поділля» було переформатовано в клуб за інтересами «Весела майстерня».
2016 рік став спалахом творчого інтелектуального інтерактивного простору поетичного духу Івана Іова у Хмельницькій міській бібліотеці — філії № 8 Хмельницької міської централізованої бібліотечної системи. 4 лютого 2016 року почала свою діяльність на честь 15-річчя безсмертя поетичного авангарду Івана Іова Відкрита суспільно — літературна студія імені Івана Іова «Слово».
2018 року книгозбірня взяла курс на Smart — технології, так як сучасна бібліотека повинна йти у ногу із сучасністю. Тому у бібліотеці з'явився власний YouTube канал «Хмельницька міська бібліотека — філія № 8». Також бібліотека брала участь у конкурсі «Лідер читання 2018» II міський тур Всеукраїнського конкурсу, в якому перше місце виборола представник бібліотеки — філії № 8 Онофрійчук Юлія. Другий представник бібліотеки Гладій Володимир здобув диплом за перемогу у номінації «Інтелект-старт».
На сьогоднішній день бібліотека — філія № 8 функціонує як цілісна сукупна система надання інформації. У бібліотеці функціонує 4 ПК, які підключені до системи «Internet», що дає можливість більш повно і оперативно задовільняти запити читачів, сучасний плазмовий телевізор, 2 принтери, 2 пари 3 — D окулярів. Також у філії надаються послуги ксерокопіювання, сканування та інші. Бібліотека станом на 2018 р. обслуговує 2800 користувачів.
24 січня 2019 року Хмельницьку міську бібліотеку — філію № 8 оголосили переможцем у номінації «Краща бібліотека 2018 року». Завдяки злагодженій роботі досвідчених професіоналів із багаторічним стажем Дуди Людмили та Стельмащук Наталії бібліотека займає гідне місце у культурно-мистецькому житті міста.

## Бібліотека-філія №9

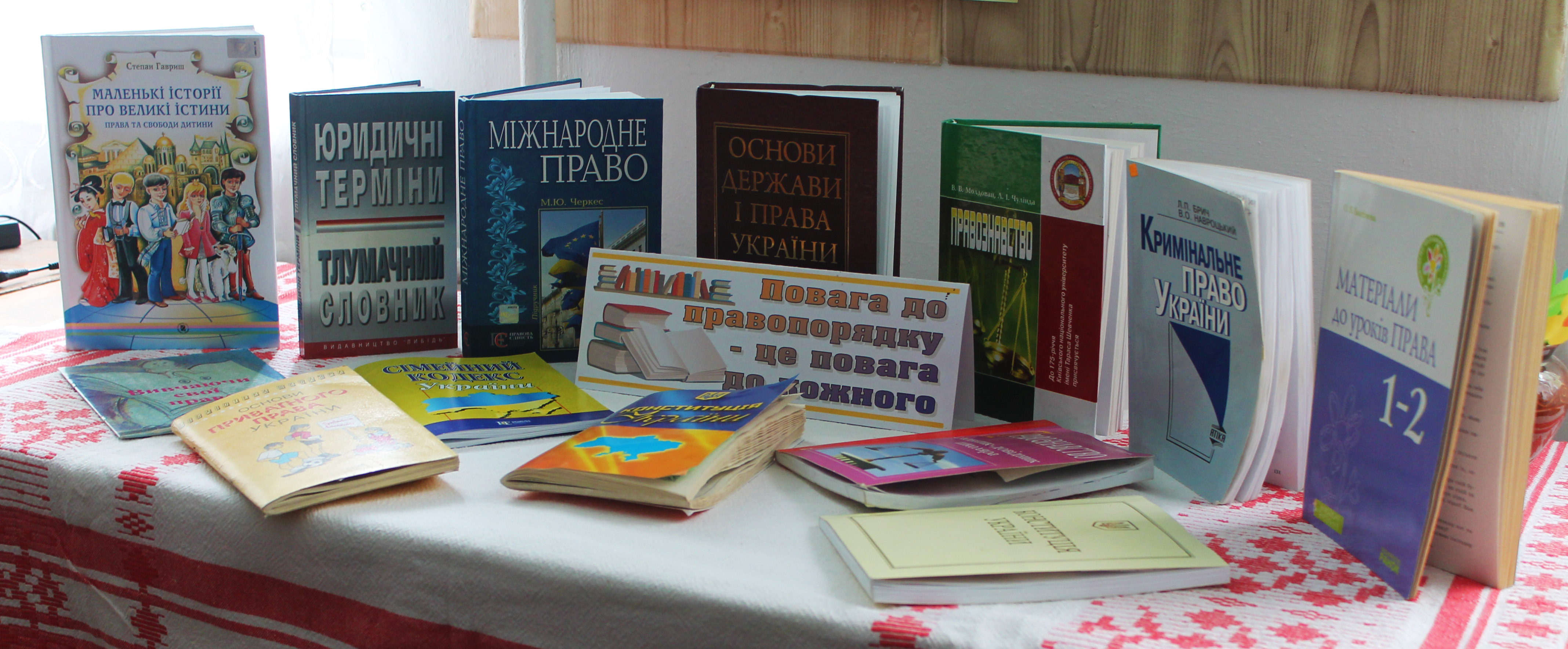
бібліотека-філія № 9

В 60—70 роки в Хмельницькому ведеться інтенсивне будівництво. Будуються підприємства, нові житлові масиви, місто швидко розширює межі, зростає кількість населення. Разом із розбудовою розширюється й мережа бібліотек. Так в 1968 році в мікрорайоні Дубово почала свою діяльність бібліотека № 9. Вона була розташована на першому поверсі сімейного гуртожитку по вул. Ватутіна. Все приміщення бібліотеки займало 2 кімнати.
Першою завідувачкою бібліотеки була Олешко Н. М., у 1970 р. — Українець П. М., а 1973 р. по 1974 р. — Рибак О. П. До 1970 р. бібліотека налічувала 1000 читачів. Книжковий фонд не перебільшував 12,0 тис. примірників. У 1974 р. посаду завідувачки зайняла Ходот Ганна Федорівна. В 1976 р. книжковий фонд налічував уже 14676 примірників, кількість користувачів зросла до 1250. У 1985 році завідувачкою стала Шевченко Надія Олександрівна.
Книжковий фонд налічував 23533 примірників. Кількість читачів досягла 1400 мешканців мікрорайону. Поступово покращувались умови роботи бібліотеки. Вона перемістилася у просторе приміщення по вул. Гастелло, в центрі мікрорайону. В 2001 р. завідувачкою стала Зайцева Ніна Федорівна. Фонд бібліотеки налічує 24478 книг. Кількість користувачів перевищує 1500. З 2011 року бібліотеку очолювала Черненко Валентина Ігорівна, а з вересня 2012 року — Шандорук Марина Миколаївна.
Всі ці показники не були б досягнуті, якби не ентузіазм людей, які працювали і працюють у бібліотеці. Особливо треба відмітити Ходот Ганну Федорівну — людину ліричної душі, високої культури, відповідальності у виконанні посадових обов'язків. Бібліотека активно співпрацює з Радою Ветеранів мікрорайону Дубове, з молодіжним клубом «Романтик».
З 2009 року у бібліотеці є комп'ютер, підключений до Інтернету. Зайцева Н. Ф. та Копаньова Г. Г. провели велику підготовчу роботу та у 2011 р. філія стала переможцем у конкурсі від Програми «Бібліоміст», а це означає, що для жителів мікрорайону у бібліотеці буде вільний доступ до Інтернету.

## Бібліотека-філія №10

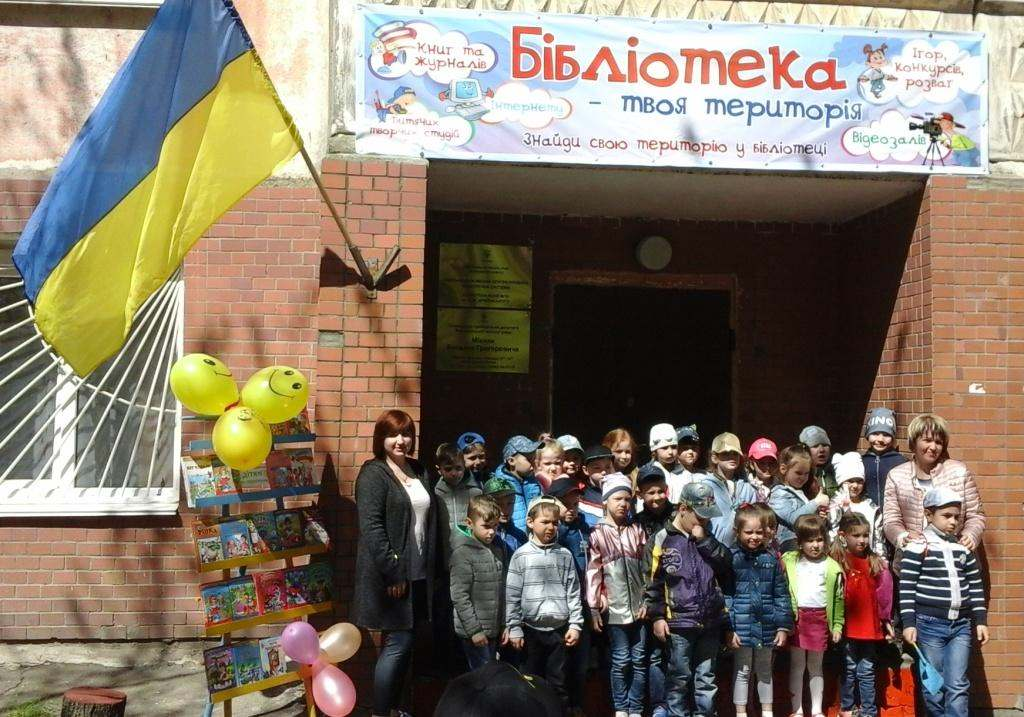
Фото 2019 року

Міську бібліотеку-філію для дітей № 10 у Хмельницькому знають і діти, і дорослі, адже ще 1968-й можна вважати роком її народження. Першопочатково вона розташувалась у приміщенні ЗОШ № 4, що на вулиці Тернопільській (перша завідувачка — Савченко Ніна Порфиріївна, книжковий фонд — близько 2500 тис. примірників книг). Користувачами бібліотеки були діти Південно-Західного мікрорайону міста.
З 1976 року, після централізації бібліотек міста, вона стала структурним підрозділом Хмельницької міської централізованої бібліотечної системи — бібліотекою-філією № 10. На 1.01.1980 р. її фонд становив уже 24 549 примірників.
Рішенням Хмельницької міської ради № 44/а від 07.02.1983 року, з метою поліпшення умов роботи бібліотеки-філії № 10 міської централізованої бібліотечної системи, їй було передано приміщення на вулиці Тернопільській, 32 (площею 150 м2). Вона уже тоді мала велику популярність серед навчально-виховних закладів і плідно співпрацювала з ними, а саме: з ЗОШ № 24, № 27, № 4, дошкільним закладом № 40. У цей час тут починає діяти гурток «Юний краєзнавець», який збирає навколо себе дітей, що цікавляться історією нашого краю, міста.
З 1995 року завідувачкою стає Зозуля Лілія Володимирівна. Бібліотека налагоджує тісні зв'язки із загальноосвітніми, музичними та художніми школами, позашкільними та громадськими організаціями, які пов'язані з вихованням дітей. З вересня 2012 року естафету завідування переймає Дроздова Олена Володимирівна, яка багато років працювала у цій філії провідним бібліотекарем.
З 2003 року згідно з наказом директора ЦБС від 10.03.2003 року № 1а була перейменована у бібліотеку-філію № 10 ім. Д. Брилінського для дітей. Це стало важливою подією у житті книгозбірні, адже Брилінський Дмитро Михайлович — видатний письменник, художник, публіцист, краєзнавець, філософ, який здобув славу не тільки в області, але й за її межами.
У 2009 році бібліотека отримала комп'ютерне обладнання: комп'ютер, принтер, сканер, ксерокс, а з березня цього ж року — і доступ до мережі Інтернет. Це дало змогу набагато покращити інформаційне обслуговування користувачів.
Сьогодні бібліотека — це справжній центр роботи з дітьми: 16092 одиниць бібліотечних фондів, понад 2231 читачів, 3 відділи. Вона бере активну участь у всеукраїнських, обласних, міських конкурсах. Тут разом із завідуючою Герман Інною Василівною працюють два бібліотекарі — Слободян Ганна Ігорівна та Михайловська Інна Русланівна. Це люди, віддані книзі і маленькому читачеві.
В бібліотеці-філії № 10 ім. Д. М. Брилінського з 2014 року діє клуб художньо-естетичного спрямування: «Яскрава палітра», учасниками є 18 дітей 5—9 класів. Метою роботи цього клубу є формування естетичних поглядів переконань, здатності створювати прекрасне в житті та мистецтві після прочитання художніх творів.
В 2016 році у бібліотеці відкрито громадську приймальню. Щомісяця у 2-й вівторок з 15.00 до 18.00 проводить особистий прийом громадян Міхняк Богдан Григорович — депутат Хмельницької міської ради за територіально виборчим округом № 20. Охочих потрапити до нього на прийом надзвичайно багато. Жителям Південно-Західного мікрорайону дуже зручно, що депутат приймає саме у приміщенні бібліотеки, адже працівники бібліотеки записують громадян на прийом та приймають їхні письмові звернення. Громадяни під час очікування на прийом переглядають періодичні видання та книги, багато з них записується до бібліотеки або ж приводять дітей чи внуків.
Також працівники оформили інформаційний куточок для громадян з інформацією про роботу органів влади, сайти місцевої, обласної, державної органів влади. На запити користувачів роздруковуються окремі рішення сесій міської ради.
Держслужбовець не забуває і про читачів бібліотеки. Книги, які нам подарував шановний депутат, поповнили фонд нашої бібліотеки та стали цікавими та корисними нашим читачам.
У 2017 році завдяки співпраці працівників бібліотеки та депутата на фасаді з'явився яскравий банер, який інформує про діяльність бібліотеки, працює не тільки на імідж, а й сприяє залученню нових користувачів.
У 2018 році завдяки депутату оновився не лише фасад бібліотеки, а й прибудинкова територія, з'явилися нові сучасні та зручні тротуарні доріжки, які стали справді комфортні для користувачів бібліотеки та жителів прилеглих будинків. На жаль за погодних умов роботи ще незакінчені, але у 2019 році планується завершення.
У 2018 році з'явився Wi-Fi. Але подією 2018 року є підготовка книжкового та періодичного фонду для впровадження електронної книговидачі.
2018 рік для книгозбірні був на справді святковим, адже бібліотека-філія № 10 відзначала 50-річчя з часу заснування.

## Бібліотека-філія №11

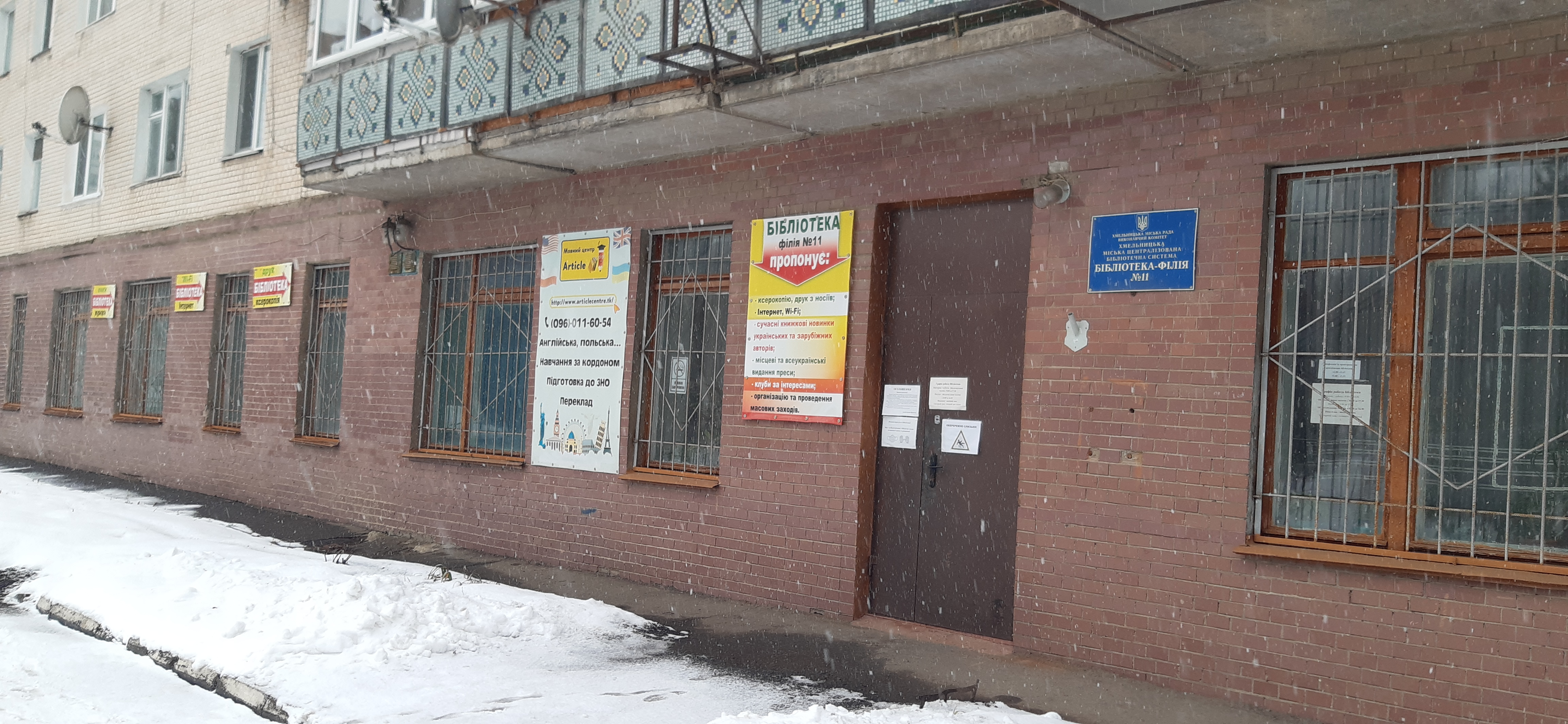
Бібліотека-філія № 11

Бібліотеку-філію № 11 було відкрито у 1969 році в центрі міста Хмельницького по вул. 25 Жовтня (вулиця Проскурівська). За рішенням міськвиконкому, у 1983 році бібліотеку було перевезено за адресою: Львівське шосе, 47/2.

## Бібліотека-філія №12

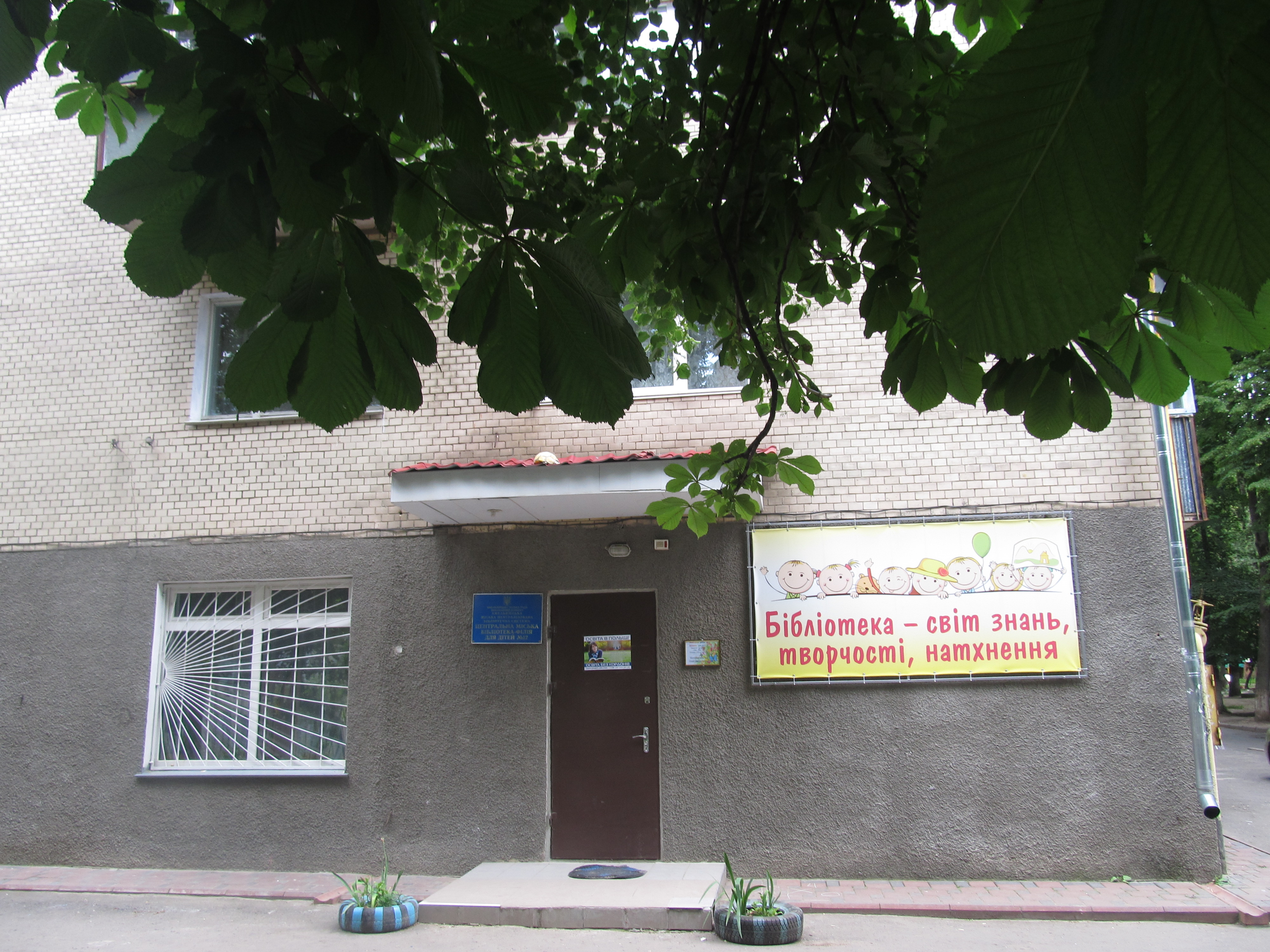
Бібліотека-філія для дітей № 12 Хмельницької міської ЦБС jpg

Бібліотека була відкрита у вересні 1970 року і розташувалася за адресою: Проспект Миру, 76/2. Почесну місію першої завідуючої довірили Купратій Ганні Григорівні — молодому методисту обласної дитячої бібліотеки ім. Жданова. Вона доклала багато зусиль до облаштування бібліотеки, започаткувала тут масову роботу.
З 1975 року книгозбірню очолила Ільченко Г. І. Кількість читачів, книговидача та обертаність значно зросли. За день бібліотеку відвідувало більше 100 дітей. Також тут діяв клуб за інтересами «Юні історики», де учні 5—8 класів вивчали історію рідного краю, міста. На абонементі 4—8 класів заснували гурток «Книголюби», а на абонементі 1—3 класів бібліотекарі працювали з групою дітей, які мали погану техніку читання. У цей період тут працювали: Бас Людмила Йосипівна, Пасєукова Олександра Пилипівна, Стельмах Ольга Вікторівна, Мокрецова Ніна Михайлівна, Кучер Ганна Олексіївна.
У 1976 році, згідно з наказом міського відділу культури № 22 від 17 березня 1976 року, в місті була створена міська централізована бібліотечна система, яка поєднала тоді 13 бібліотек, 9 з яких обслуговували доросле населення, 4 — дітей. Книжковий фонд уже бібліотеки-філії № 12 на 01.01.1976 року нараховував 21054 книг.
У 1982 році завідуючою бібліотеки стала Нігулас Галина Михайлівна, яка очолювала її до 1995 року. За цей період тут створено нові гуртки: «Джерельце» (абонемент 1—4 класів), «Юні помічники бібліотеки» (абонемент 5—9 класів), клуб «Юний еколог», які продовжують свою роботу і досі. Зараз Нігулас Г. М. проживає у США (Сан-Франциско) і працює в юридичній бібліотеці.
Згодом один рік книгозбірнею керувала Новосельська Надія Яківна, яка велику увагу приділяла довідково-бібліографічній, інформаційній роботі. Почало проводитись багато заходів із народознавства, краєзнавства та таких, які пропагують українську мову.
З 1996 року колектив бібліотеки очолює Любенчук Тетяна Володимирівна. У 1998 році внаслідок реорганізація центральної бібліотеки для дітей № 5 відбулось об'єднання фонду останньої із фондом бібліотеки-філії № 12 (на 01.01.99 р. кількість документів нашої книгозбірні становила уже 65749 примірників). Рішенням Хмельницької міської ради бібліотеці-філії № 12 надано статус Центральної міської бібліотеки для дітей.

## Бібліотека-філія №13

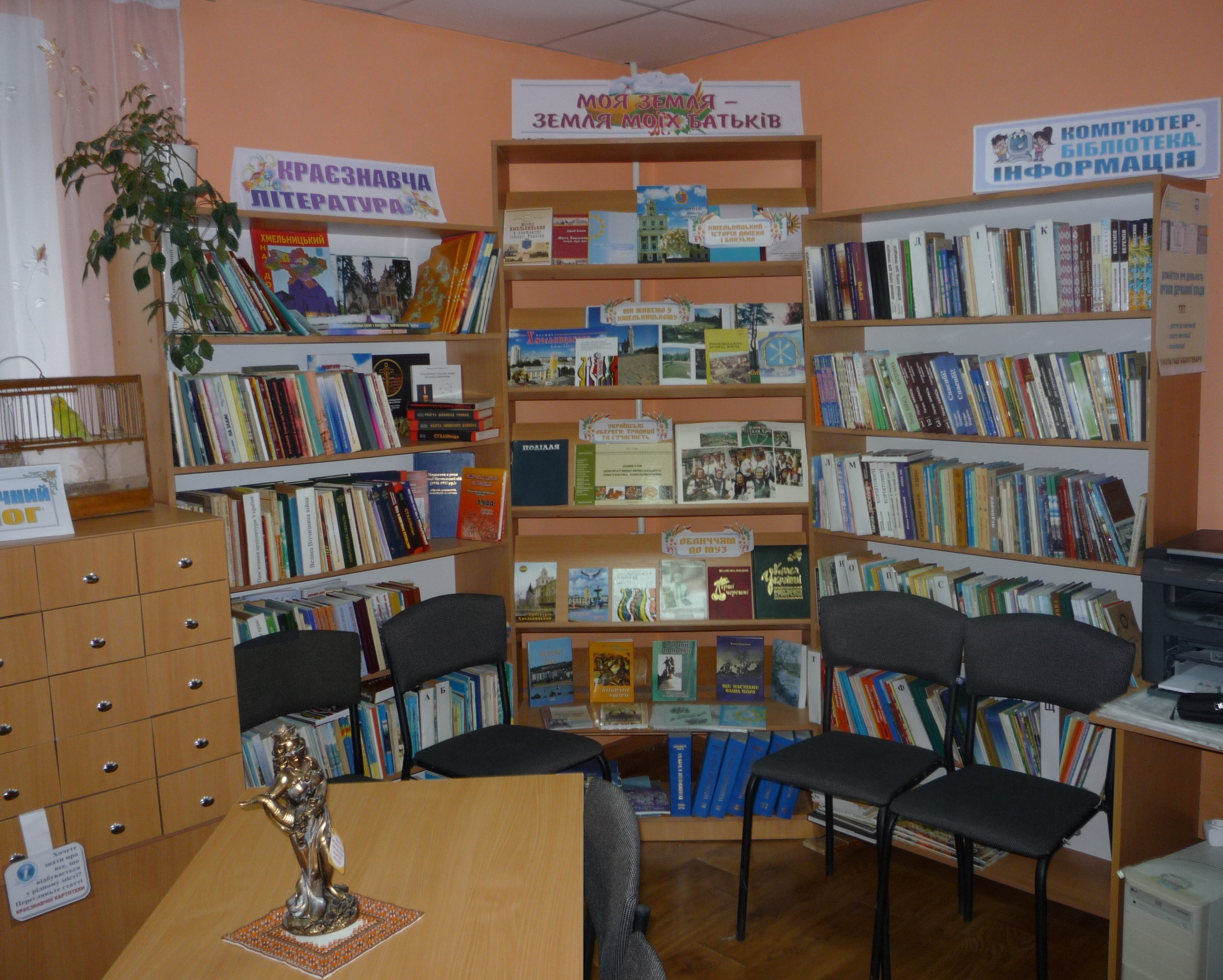
Хмельницька міська бібліотека-філія № 13.jpg

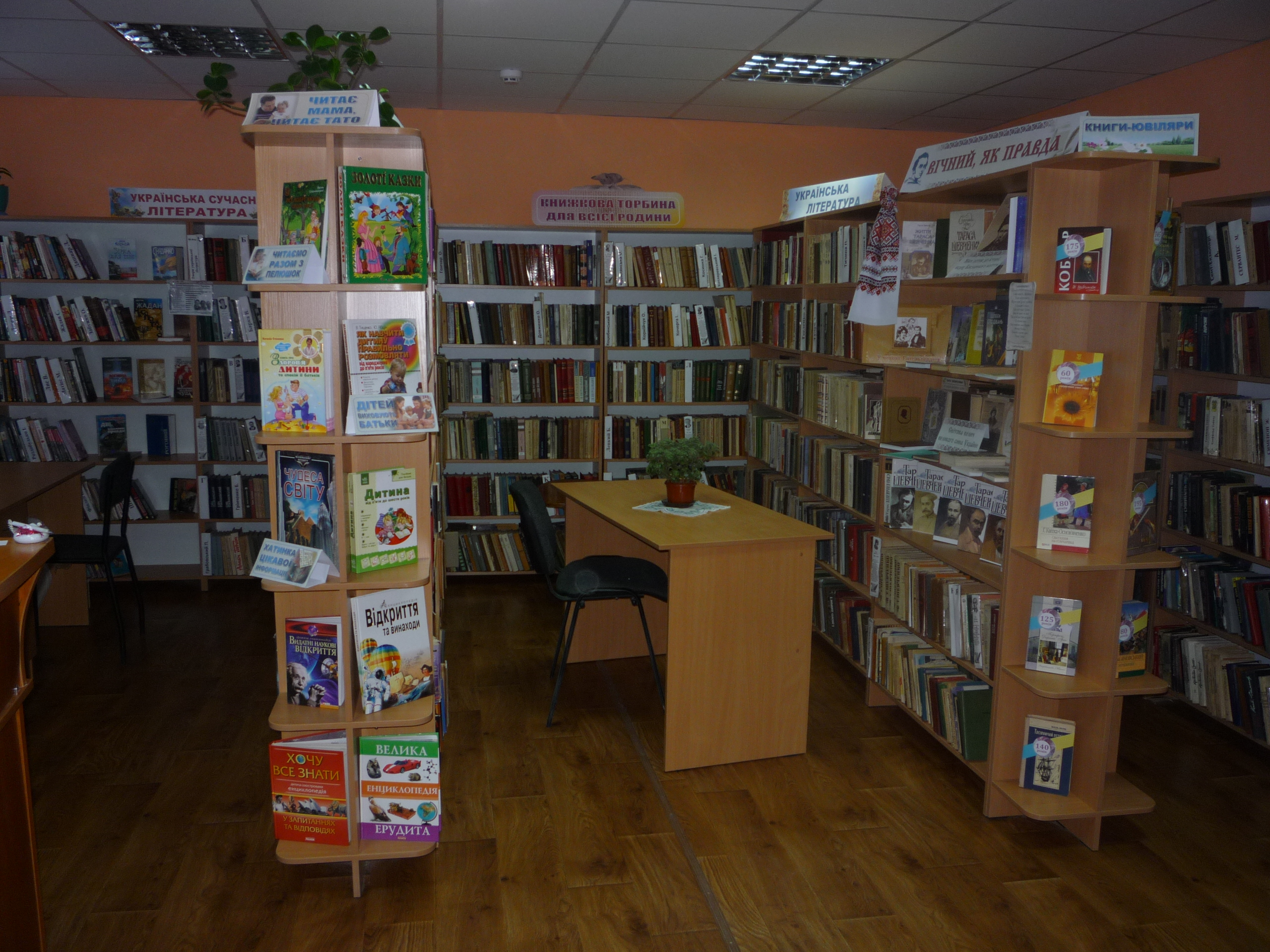
Нові можливості розкриття відділу «Української літератури» Хмельницька міська бібліотека-філія № 13

У листопаді 1973 року в напівпідвальному приміщенні кооперативного будинку по вул. Енгельса (тепер Бажана), 16 було відкрито бібліотеку № 13. Книжковий фонд формувався на основі обмінно-резервного фонду обласної бібліотеки. Першими працівниками в бібліотеці були Варфоломєєва Людмила Іванівна (завідуюча), Роймішер Людмила Юхимівна, Бровко Людмила Петрівна. У червні 1974 року бібліотеку очолила Заболотна Галина Броніславівна. В перші роки функціонування бібліотеки доводилось багато працювати над формуванням читацького контингенту. Завод ЖБК, пивзавод, ЗОШ № 7, 8, 14 — це підприємства і навчальні заклади, які необхідно було відвідувати з метою залучення читачів до бібліотеки. Багато років працювала в бібліотеці Князєва Марія Миколаївна, Власюк Маргарита Іванівна. З 1990 року бібліотеку очолює Недвецька Ганна Станіславівна. Також більше 20 років у бібліотеці працює Кулікова Людмила Іванівна, яка є провідним бібліотекарем абонементу, а читальний зал має свою господиню — Романюк Галину Олексіївну (стаж роботи понад 10 років).
У 2015 році проведено капітальний ремонт приміщення бібліотеки, повністю оновлено меблі.
На 1 січня 2016 року у бібліотеці читають 2 258 чол.
Додаткова інформація:
2014 рікБібліотека продовжує працювати за Програмою діяльності «Золотий вік» по обслуговуванню людей середнього та літнього віку на 2014—2016 роки.
2013 рікДиплом за друге місце в огляді-конкурсі на найкращу організацію правоосвітньої діяльності серед бібліотек Хмельницької міської ЦБС.
2011 рікУ рамках проекту «Сучасна бібліотека йде в люди» спільно із колегами бібліотеки-філії № 4 проведено «круглий стіл» на тему «Діалог із громадою» для жителів південно-східної частини міста.
У рамках програми «Золотий вік» (2011—2013 рр.) з 2011 р. відкрито громадську приймальню Пенсійного фонду України, де користувачі бібліотеки та мешканці мікрорайону кожного третього четверга поточного місяця можуть отримати кваліфіковану допомогу спеціаліста Пенсійного фонду.

## Бібліотека-філія №14
Бібліотека була відкрита для дітей мікрорайону Ракове в 1976 році. За час свого існування вона стала не лише визнаним центром спілкування і духовності, а й унікальним інформаційним, культурно-виховним та культурно-просвітницьким закладом; невпинно утверджувалась як головна скарбниця дитячої книги: її книжковий фонд із часу заснування збільшився в 10 разів і становить близько 22,5 тисяч примірників. Вона обслуговує понад 2,1 тисячі читачів і є єдиною для дітей у мікрорайоні Ракове.
Найбільше досягнення бібліотеки-філії № 14 — широка читацька аудиторія. Її робота тісно переплітається з роботою шкіл та шкільних бібліотек, а також із дошкільними закладами, що працюють у мікрорайоні, а це: НВО № 9, ЗОШ № 12, школа-інтернат № 2 та три дитячих садочки: № 11, № 34 та № 52.
Приємним фактом у житті бібліотеки є спонсорська допомога депутатів міської ради. Так, у 2008 році депутат міської ради Болотников С. П. — генеральний директор ПАТ «Вторчермет» — встановив нові пластикові вікна та грати на вікно у кабінеті, а депутат міської ради Паламарчук В. А. — директор КП «Електротранс» — встановив нові двері на абонементі. Звичайно, що створення комфортних умов, підтримка та турбота стали стимулом для бібліотекарів підняти якість бібліотечно-інформаційного забезпечення на більш високий рівень. Як результат — бібліотека у 2011 році стала переможцем 2-го раунду конкурсу з організації нових бібліотечних послуг із використанням вільного доступу до Інтернету від програми «Бібліоміст». Приємно і те, що головна урочиста церемонія з цієї нагоди відбулась саме у приміщенні бібліотеки-філії № 14. Традиційну червону стрічку під гучні оплески численних поважних гостей: міського голови Сергія Мельника, керівників управління культури і туризму, ЦБС, представників громадських організацій, депутатів міської ради, батьків юних відвідувачів книгозбірні перерізали наймолодші учасники дійства — діти, які є читачами бібліотеки.
Таким чином, постійно змінюючись та розвиваючись, бібліотека створює собі позитивний імідж, що і є запорукою її багатолітнього успіху серед жителів мікрорайону.

## Бібліотека-філія №15
Дитяча бібліотека-філія № 15 у мікрорайоні Дубове створена в листопаді 1980 року у пристосованому приміщенні 5-ти поверхового житлового будинку по вулиці Козацькій, 54/1 і займала 9 квадратних метрів. Фонд бібліотеки налічував 2900 примірників.
З 3 січня 1981 року бібліотека розпочала обслуговувати користувачів.
Першим бібліотекарем стала Недбай Катерина Степанівна, яка очолювала філію тридцять років. У 1990 році, за підтримки міської влади, вдалося покращити умови — бібліотеці надане нове приміщення по вулиці Гастелло 16, де в цьому ж будинку уже працювала бібліотека-філія № 9 для дорослих. Це сприяло значному покращенню обслуговування користувачів всіх вікових категорій.
З квітня 2012 року бібліотеку очолювала Венгрова Тетяна Юріївна, а з березня 2013 року завідувачам стала Семенюк Мар'яна Миколаївна.

## Бібліотека-філія №17
Непростий історичний шлях пройшла бібліотека-філія № 17.
Ще в далекому 1933 році, коли в Україні особлива увага почала приділятися культурно-освітнім закладам, в с. Книжківцях Проскурівського (нині — Хмельницького) району біля церкви методом народної будови спорудили піонерський клуб на дві кімнати, в одній із яких розташувався читальний зал, де діти мали змогу почитати книги, журнали, а в другій — пограти в шахи та інші ігри. Саме так і з'явилися перші зародки місцевої книгозбірні.
У 1934 році в Книжківцях було побудовано клуб на 120 місць, при якому працювали музичний та драматичний гуртки. У новій будівлі відвели приміщення для місцевої бібліотеки. Відкрита для всіх: дітей і дорослих, простих людей і більш освічених — вона одразу ж стала центром культурного життя книжківчан. Завідуючим назначили Гаврилюка Олександра Сергійовича, якому судилося керувати бібліотекою не довго: ще досить молодим він загинув у роки Другої світової війни (6 січня 1945 року).
Початок другого періоду діяльності книжковецької бібліотеки датується 1960-ми роками. Саме тоді в селі був споруджений новий Будинок культури, в якому виділили просторе приміщення для бібліотеки.
Більше 30 років тут на бібліотечній ниві на посаді завідуючої трудилася Барон Марія Йосипівна. Багато зусиль вона доклала для розвитку книгозбірні, організації роботи з читачем, створення ядра фонду.
У 1982 році с. Книжківці ввійшло в межі міста Хмельницького і сільська бібліотека стала філією № 17 міської ЦБС.
З 1996 року названу книгозбірню очолює Бугаєва Валентина Володимирівна.